# Диниобийтрицинк
Диниобийтрицинк — бинарное интерметаллическое неорганическое соединение
ниобия и цинка
с формулой Nb2Zn3,
кристаллы.

## Получение
- Сплавление стехиометрических количеств чистых веществ:

{\displaystyle {\mathsf {2Nb+3Zn\ {\xrightarrow {1114^{o}C}}\ Nb_{2}Zn_{3}}}}

## Физические свойства
Диниобийтрицинк образует кристаллы
гексагональной сингонии,

параметры ячейки a = 0,5063 нм, c = 2,643 нм.